# 赤と黒 (宝塚歌劇)
『赤と黒』（あかとくろ）は、宝塚歌劇団のミュージカル作品。原作はスタンダールの同名小説。脚本が菊田一夫版（1957年初演）と柴田侑宏版（1975年初演）がある。
柴田侑宏版の初演時タイトルは「恋こそ我がいのち -スタンダール作「赤と黒」より-」であった。

## あらすじ
貧しい家庭出身の美青年、ジュリアン・ソレルは立身出世のため聖職者を志し、司祭の紹介で町長のレナール家でラテン語の家庭教師を務める。やがてレナール夫人と激しい恋に落ちるが、密告によりレナール家から追放される。
ジュリアンは神学校に入学するも退学。今度はラモール侯の秘書を務め、積極的な令嬢マチルドとやがて恋に落ち結婚を決意する。ところがラモール侯がレナール家にジュリアンの過去を問いただしたところ、かつての不倫が露見。推薦文を依頼したレナール夫人の「女を手に入れ、財産を狙う男」という手紙により、結婚は白紙に戻された。
出世の道を断たれたジュリアンは故郷に戻る。そして教会で祈りを捧げるレナール夫人を見かけたとき、彼は彼女を銃撃してしまう…。

## 登場人物
- ジュリアン・ソレル - ナポレオンを崇拝するが、出世のために聖職者を志す。
- レナール夫人 - 町長レナール氏の貞淑な妻
- フーケ - ジュリアンの友人
- マチルド - ラモール侯爵令嬢。ジュリアンを誘惑し、やがて恋に落ちる。

## これまでの上演

### 菊田版
1957年花組・初演
9月1日から9月29日に宝塚大劇場で上演。東京では未公演。
演出は高木史朗
正式なタイトルは『赤と黒』 -ジュリアン・ソレルの恋と人生-
形式名は「グランド・ミュージカル」。二部34場。
併演作品のない一本立ての作品。
上演当時は内容が宝塚向きでないとされ、賛否両論があった。

### 柴田版
1975年月組・初演
10月2日から11月11日（新人公演：10月25日）に宝塚大劇場で、1976年3月3日から3月24日（役替わり公演：3月14日、新人公演：3月19日）に東京宝塚劇場で上演。併演はグランド・レビュー『イマージュ』
宝塚の形式名は「ミュージカル・ロマン」で12場。
東京公演時に、「赤と黒」へ改題。
本来の月組トップ娘役初風諄はヨーロッパ公演参加および星組公演『ベルサイユのばらⅢ』への特別出演等のため大劇場・東京とも全日程休演、そのため舞小雪がヒロイン・レナール夫人をつとめた。
主演の大滝子は翌年6月の大劇場公演『スパーク&スパーク/長靴をはいた猫』千秋楽をもって歌劇団を退団しており、本作が大がトップとしての最後の東京公演であった。
新人公演・配役
- ジュリアン - 尚すみれ（宝塚）、条はるき（東京）
- レナール夫人 - 野々ひかり（宝塚・東京共通）
- マチルド - 杏うらら（宝塚）、潮はるか（東京）

役替わり公演・配役
- ジュリアン - 尚すみれ
- レナール夫人 - 久美かおる
- マチルド - 北原千琴

1989年月組
月組が2月4日から2月14日に宝塚バウホールで、1990年1月4日から1月10日に日本青年館で上演。
東京の主な出演は涼風真世、朝凪鈴、羽根知里、天海祐希、未沙のえる、愛川麻貴のほか、幸風イレネ、大峰麻友、波音みちる、八汐祐季、若央りさ、久世星佳
2008年星組
3月13日から3月25日梅田芸術劇場のシアター・ドラマシティ、3月31日から4月7日日本青年館、4月12日から4月14日愛知厚生年金会館で上演。演出は中村暁が担当。
主演の安蘭けいは、長年ジュリアン役を熱望していた。
2020年月組
2月10日から3月4日御園座で上演（2月29日～3月4日の期間はCOVID-19の感染拡大により休演）。演出は中村暁が担当。
中日劇場の営業終了から2年ぶりの名古屋公演となった。

## 配役及びスタッフ
（）は劇場場所。不明点は「?」とする。
|                      | 1957年花組 （宝塚） | 1975年月組 （宝・東） | 1989年月組 （バウ） | 1990年月組 （青年館） | 2008年星組 （梅芸・青年館・愛知） | 2020年月組 （御園座）                     |
| -------------------- | ------------------- | --------------------- | ------------------- | --------------------- | --------------------------------- | ----------------------------------------- |
| ジュリアン           | 寿美花代            | 大滝子                | 涼風真世            | 涼風真世              | 安蘭けい                          | 珠城りょう                                |
| レナール夫人         | 淀かほる            | 舞小雪                | 朝凪鈴              | 朝凪鈴                | 遠野あすか                        | 美園さくら                                |
| マチルド             | 鳳八千代            | 小松美保              | 羽根知里            | 羽根知里              | 夢咲ねね                          | 天紫珠李                                  |
| フーケ               | ?                   | 瀬戸内美八            | 天海祐希            | 天海祐希              | 柚希礼音                          | 月城かなと                                |
| コラゾフ公爵         | ?                   | 藤城潤                | 久世星佳            | 久世星佳              | 柚希礼音                          | 月城かなと                                |
| レナール氏           | 神代錦              | 天城月江              | 未沙のえる          | 未沙のえる            | 立樹遥                            | 輝月ゆうま                                |
| ノルベール伯         | ?                   | 尚すみれ              | 若央りさ            | 若央りさ              | 涼紫央                            | 夢奈瑠音                                  |
| ピラール校長         | ?                   | 美山しぐれ            | 幸風イレネ          | 幸風イレネ            | 磯野千尋                          | 夏美よう                                  |
| シェラン司祭         | ?                   | 小柳日鶴              | 真樹ゆたか          | 波音みちる            | 英真なおき                        | 颯希有翔                                  |
| ヴァルノ氏           | ?                   | 美吉野一也            | 大和なつ希          | 大峯麻友              | にしき愛                          | 千海華蘭                                  |
| ナピエ大司教         | ?                   | ?                     | ?                   | ?                     | 紫蘭ますみ                        | 周旺真広                                  |
| フリレール副司教     | ?                   | ?                     | ?                   | ?                     | 美稀千種                          | 蒼真せれん                                |
| ヴァランタン夫人     | ?                   | ?                     | ?                   | ?                     | 百花沙里                          | 香咲蘭                                    |
| ベルジュ夫人         | ?                   | ?                     | ?                   | ?                     | 毬乃ゆい                          | 桃歌雪                                    |
| サンクレール夫人     | ?                   | ?                     | ?                   | ?                     | 星風エレナ                        | 夏月都                                    |
| デルヴィール夫人     | ?                   | 大空美鳥              | 並樹かおり          | 蘭玲花                | 琴まりえ                          | 晴音アキ                                  |
| 門番                 | ?                   | ?                     | ?                   | ?                     | 美城れん                          | 瑠皇りあ                                  |
| ラパン               | ?                   | ?                     | ?                   | ?                     | 天霧真世                          | 空城ゆう                                  |
| クロワズノワ侯爵     | ?                   | 叶八千矛              | 八汐祐季            | 八汐祐季              | 和涼華                            | 蓮つかさ                                  |
| ラ・ジュマート男爵   | ?                   | ?                     | 真織由季            | 真織由季              | 彩海早矢                          | 礼華はる                                  |
| 貴族の女             | ?                   | ?                     | ?                   | ?                     | 花愛瑞穂 初瀬有花                 | 天愛るりあ まのあ澪 あまの輝耶 咲彩いちご |
| フェルバック元帥夫人 | ?                   | 邦なつき              | 朝吹南              | 朝吹南                | 華美ゆうか                        | 結愛かれん                                |
| 看守                 | ?                   | ?                     | ?                   | ?                     | 天緒圭花                          | 甲海夏帆                                  |
| 貴族の男             | ?                   | ?                     | ?                   | ?                     | ?                                 | 彩路ゆりか 真弘蓮 一羽萌瑠 夏凪せいあ     |
| マリアンヌ           | ?                   | ?                     | ?                   | ?                     | 純花まりい                        | 羽音みか                                  |
| サンジャン           | ?                   | ?                     | ?                   | ?                     | 水輝涼                            | 大楠てら                                  |
| アドルフ             | ?                   | 杏うらら              | 果林いずみ          | ?                     | 如月蓮                            | 夏風季々                                  |
| スタニスラス         | ?                   | 姫白鳥                | 美原志帆            | 美原志帆              | 白妙なつ                          | 白河りり                                  |
| ミリアム             | ?                   | 純川暁美              | 花丘美幸            | 花丘美幸              | 花風みらい                        | 美海そら                                  |
| エリザ               | ?                   | 風かおる 北原千琴     | 麻乃佳世            | 麻乃佳世              | 稀鳥まりや                        | きよら羽龍                                |
| ラモール侯           | 美吉佐久子          | 美吉佐久子 藤城潤     | 愛川麻貴            | 愛川麻貴              | 萬あきら                          | 一樹千尋                                  |

|                          | 1957年花組                               | 1975年月組                              | 1975年月組 | 1989年月組                              | 1990年月組 | 2008年星組       |
| 劇場                     | 宝塚                                     | 宝塚                                    | 東京       | バウホール                              | 青年館     | 梅芸 青年館 愛知 |
| ------------------------ | ---------------------------------------- | --------------------------------------- | ---------- | --------------------------------------- | ---------- | ---------------- |
| 脚本                     | 菊田一夫                                 | 柴田侑宏                                | 柴田侑宏   | 柴田侑宏                                | 柴田侑宏   | 柴田侑宏         |
| 演出                     | 高木史朗                                 | 柴田侑宏                                | 柴田侑宏   | 柴田侑宏                                | 柴田侑宏   | 中村暁           |
| 音楽                     | 入江薫 山根久雄 堤五郎 中元清純 河崎恒夫 | 寺田瀧雄（作曲・編曲） 河崎恒夫（編曲） | ?          | 寺田瀧雄（作曲・編曲） 吉田優子（編曲） | ?          | ?                |
| 音楽指揮                 | ?                                        | 野村陽児 溝口堯                         | ?          | ?                                       | ?          | ?                |
| 振付                     | 玉田祐三 渡辺武雄 河上五郎               | 喜多弘 羽山紀代美                       | ?          | 羽山紀代美                              | ?          | ?                |
| 装置                     | 渡辺正男                                 | 黒田利邦                                | ?          | 大橋泰弘                                | ?          | ?                |
| 衣装                     | 平尾文男 静間潮太郎 阿南真以由           | 小西松茂                                | ?          | 任田幾英                                | ?          | ?                |
| 照明                     | 今井直次                                 | 今井直次                                | ?          | 今井直次                                | ?          | ?                |
| 音響                     | ?                                        | 松永浩志                                | ?          | ?                                       | ?          | ?                |
| 小道具                   | 生島道正                                 | 上田特市                                | ?          | ?                                       | ?          | ?                |
| 効果                     | 松岡知一                                 | 坂上勲                                  | ?          | ?                                       | ?          | ?                |
| 特殊撮影                 | 宝塚映画撮影所                           | ?                                       | ?          | ?                                       | ?          | ?                |
| 演出補 もしくは 演出助手 | ?                                        | 村上信夫（助手）                        | ?          | 村上信夫（補） 正塚晴彦（補）           | ?          | ?                |
| 製作                     | ?                                        | ?                                       | ?          | 細田勝幸                                | ?          | ?                |
| 制作                     | ?                                        | 橋本雅夫                                | ?          | 飯島健                                  | ?          | ?                |